# Andrea Bandini
Andrea Bandini (Milaan, 16 februari 1994) is een Italiaans voetballer die bij voorkeur als rechtsback speelt. Hij speelt momenteel bij Internazionale.

## Clubcarrière
Bandini debuteerde voor Internazionale op 6 december 2012 in de Europa League tegen het Wit-Russische Neftçi Bakoe. Hij viel na 63 minuten in voor Andrea Romanò.